# مکزیکم
مکزیکم (به اسپانیایی: Mexichem) شرکت صنایع شیمیایی مکزیکی است، که در زمینه تولید محصولات پتروشیمی و مواد شیمیایی فعالیت می‌کند.
شرکت مکزیکم در سال ۱۹۹۸ تأسیس شد و هم‌اکنون پس از شرکت‌های براسکم و الپیک، سومین شرکت صنایع شیمیایی آمریکای لاتین به‌شمار می‌آید. دفتر مرکزی این شرکت در شهر تلالنپنتلا د باز، استادو د مخیکو، مکزیک قرار دارد و بخشی از سهام آن در بازار بورس اوراق بهادار مکزیک معامله می‌شود. اکثریت سهام شرکت مکزیکم در اختیار آنتونیو دل واله روئیس می‌باشد.